# كوجي ناكاجاوا
كوجي ناكاجاوا (باليابانية: GOEMON) هو مصارع محترف ياباني، ولد في 26 يونيو 1968 في سيتاغايا في اليابان.

## روابط خارجية
- كوجي ناكاجاوا على موقع CageMatch worker (الإنجليزية)